# Омесь, Николай Николаевич
Омесь Николай Николаевич (20 декабря 1937, Воздвижевка, Запорожская область — 23 августа 2002, неизвестно) — советский и украинский учёный-металлург, организатор производства. Кандидат технических наук (1979), академик Инженерной академии Украины. Лауреат премии Совета Министров СССР (1991) и Государственной премии Украины в области науки и техники (2001).

## Биография
Родился 20 декабря 1937 года в селе Воздвижевка Гуляйпольского района (ныне в Пологовском районе) Запорожской области.
В 1965 году окончил Днепропетровский металлургический институт. В 1965—1970 годах работал на Ижевском металлургическом заводе, в 1970—1971 годах — на Невском машиностроительном заводе.
С 1971 года — на комбинате «Криворожсталь»: в 1992—1999 годах — инженер сталеплавильной лаборатории, заместитель главного инженера — начальник технического отдела, в 1999—2000 годах — заместитель технического директора — начальник инженерно-технического центра.
Погиб в автокатастрофе 23 августа 2002 года по дороге в Крым. Похоронен в городе Кривой Рог.

## Научная деятельность
Специалист в области металлургии. Автор более 80 научных трудов, 6 монографий, 112 изобретений.
Участвовал в съездах и конференциях по металлургии.
Разрабатывал и внедрял новые марки арматурной стали по стандартам Великобритании, Германии, Израиля и других стран. Внёс значительный вклад в освоение комплекса технологий по снижению затрат чугуна на производство конверторной стали и ресурсосберегающих технологий изготовления арматурного проката.

## Награды
- Премия Совета Министров СССР (1991);
- Государственная премия Украины в области науки и техники (2001) — за разработку и внедрение ресурсосберегающей технологии производства конкурентоспособного на мировом рынке арматурного проката нового поколения[2].